# Miguel Maurício Ramalho
Miguel Maurício Ramalho (Lisboa, ? — Lisboa, ? [c. séc. XVIII]) foi um escritor português, mestre de primeiras letras em Lisboa, crítico do Verdadeiro Método de Estudar de Luís António Verney, e autor do poema épico Lisboa reedificada (1780).

## Poema épicoLisboa reedificada
Na opinião de Inocêncio Francisco da Silva, "Este poema de nove cantos em oitavas rythmadas, que tem por assumpto principal a reedificação da cidade feita sobre as ruinas do terremoto de 1755 ... não transcende as raias da mediocridade." 
Segundo Estela J. Veira, da Universidade de Yale, "Lisboa Reedificada assemelha-se ao clássico camoniano, na medida em que incorpora figuras e deuses míticos ... Cada um dos cantos de Lisboa Reedificada narra-se a partir do ponto de vista de uma figura mítica, que canta o valor e o sofrimento dos portugueses. O poema sugere que os portugueses são um povo escolhido para padecer este nobre sacrifício que é a dor ... Esta perspectiva ajuda o povo a sofrer a dor porque dá ao sacrifício um propósito transcendental. O autor refere-se frequentemente à história clássica e compara episódios desta com a história portuguesa. Ramalho também relaciona a celebridade de Roma, nascida da destruição de Tróia, com Lisboa. A nova capital portuguesa será, portanto, superior ao que era antes do Terramoto. ... Para além de observar a prosperidade da cidade, o autor considera [também] o sofrimento do povo. Este é comparado, como numa guerra, com a aflição necessariamente sofrida para chegar à vitória." 